# خويد مباركي (مقاطعة فيروزآباد)
خويد مباركي (بالفارسية: خوید مبارکی) هي قرية تقع في قسم أحمد آباد الريفي في إيران. يقدر عدد سكانها بـ 570 نسمة .